# Подгор (Хаврогорское сельское поселение)
Подгор — деревня в Холмогорском районе Архангельской области.

## География
Находится в центральной части Архангельской области на расстоянии приблизительно 63 км на юг по прямой от районного центра села Холмогоры на правом берегу реки Северная Двина.

## История
В 1859 году здесь (тогда деревня Холмогорского уезда Архангельской губернии) было учтено 4 двора, в 1905 — 6. До 2022 года входила в Хаврогорское сельское поселение  до его упразднения. Деревня входит в куст деревень с общим названием Чёлмохта.

## Население
Численность населения: 22 человека (1859 год), 36 (1905), 5 (русские 100 %) в 2002 году, 6 в 2010.